# Фільцов Олександр Євгенович
Олександр Фільцов (рос. Александр Евгеньевич Фильцов, нар. 2 січня 1990, Шимановськ) — російський футболіст, воротар клубу «Смолевичі».
Виступав, зокрема, за клуби «Локомотив» (Москва) та «Рубін», а також молодіжну збірну Росії.

## Клубна кар'єра
У дорослому футболі дебютував 2007 року виступами за команду «Крила Рад-СОК», в якій того року взяв участь у 4 матчах чемпіонату. 
Згодом з 2008 по 2009 рік грав у складі команд «Тольятті».
Своєю грою за останню команду привернув увагу представників тренерського штабу головної команди клубу «Локомотив» (Москва), до складу якого приєднався 2010 року. Відіграв за московських залізничників наступні два сезони своєї ігрової кар'єри.
Протягом 2013—2014 років захищав кольори клубу «Краснодар».
У 2014 році уклав контракт з клубом «Рубін», у складі якого провів наступні два роки своєї кар'єри гравця. 
Протягом 2016—2019 років захищав кольори клубів «Арсенал» (Тула), «Анжі», «Рубін», «Ротор» та «Шахтар» (Солігорськ).
До складу клубу «Смолевичі» приєднався 2020 року. Станом на 4 квітня 2020 року відіграв за команду зі Смолевичів 2 матчі в національному чемпіонаті.

## Виступи за збірні
У 2008 році дебютував у складі юнацької збірної Росії (U-19), загалом на юнацькому рівні взяв участь у 6 іграх, пропустивши 4 голи.
Протягом 2011–2013 років залучався до складу молодіжної збірної Росії. На молодіжному рівні зіграв у 7 офіційних матчах, пропустив 8 голів.